# 伊泽尔河
伊泽尔河（法語：Isère，法語發音：[izɛʁ] ⓘ）是法国东南部奥弗涅-罗讷-阿尔卑斯大区的一条河流，全长286公里，发源于意大利边境的阿尔卑斯山脉，靠近滑雪胜地瓦勒迪泽尔，在瓦朗斯以北注入罗讷河 (左岸)。
伊泽尔河流经下列省份和城市：
- 萨瓦省：圣莫里斯堡，阿尔贝维尔
- 伊泽尔省（得名于该河）：格勒诺布尔
- 德龙省：伊泽尔河畔罗芒

支流有：
- 阿尔利河（Arly）
- 阿尔克河（Arc）
- 德拉克河（Drac）
- 莫尔日河（Morge）
- 布尔讷河（Bourne）
- 埃尔巴斯河（Herbasse）

## 外部連結
- http://www.geoportail.fr（页面存档备份，存于）
- The Isère at the Sandre database